# 小行星3711
小行星3711（3711 Ellensburg）是一颗绕太阳运转的小行星，为主小行星带小行星。该小行星于1983年8月31日发现。

## 轨道参数
小行星3711的轨道半长轴为2.6559741 UA，离心率为0.168。